# Plagodis kempii
Plagodis kempii är en fjärilsart som beskrevs av George Duryea Hulst 1901. Plagodis kempii ingår i släktet Plagodis och familjen mätare. Inga underarter finns listade i Catalogue of Life.